# Margarida da Borgonha
Margarida da Borgonha (em francês:  Marguerite de Bourgogne; 1290 – Château-Gaillard, 30 de abril de 1315) foi rainha consorte de Navarra desde 1305, e de França, desde 1314 e até à sua morte, através do seu casamento com o rei Luís X de França.

## Biografia
Margarida nasceu no seio da família ducal da Borgonha, filha do duque Roberto II e da princesa Inês de França, filha do rei São Luís IX da França. Casou-se com o primo Luís, rei de Navarra e herdeiro da coroa francesa a 23 de setembro de 1305 em Vernon, na Alta Normandia. Desta união nasceu uma filha, Joana, a 28 de janeiro de 1312, que herdaria o reino de Navarra apenas em 1328, aquando do acordo do seu esposo Filipe d'Évreux com o rei Filipe VI de França.
Em 1314, no último ano do reinado do seu sogro Filipe o Belo, foi acusada de adultério com Filipe de Aunay, juntamente com a cunhada Branca (com Gautério de Aunay), no chamado caso da Torre de Nesle. Julgados e condenados por crime de lesa-majestade, a 19 de abril os irmãos Aunay foram supliciados e executados em praça pública em Pontoise.

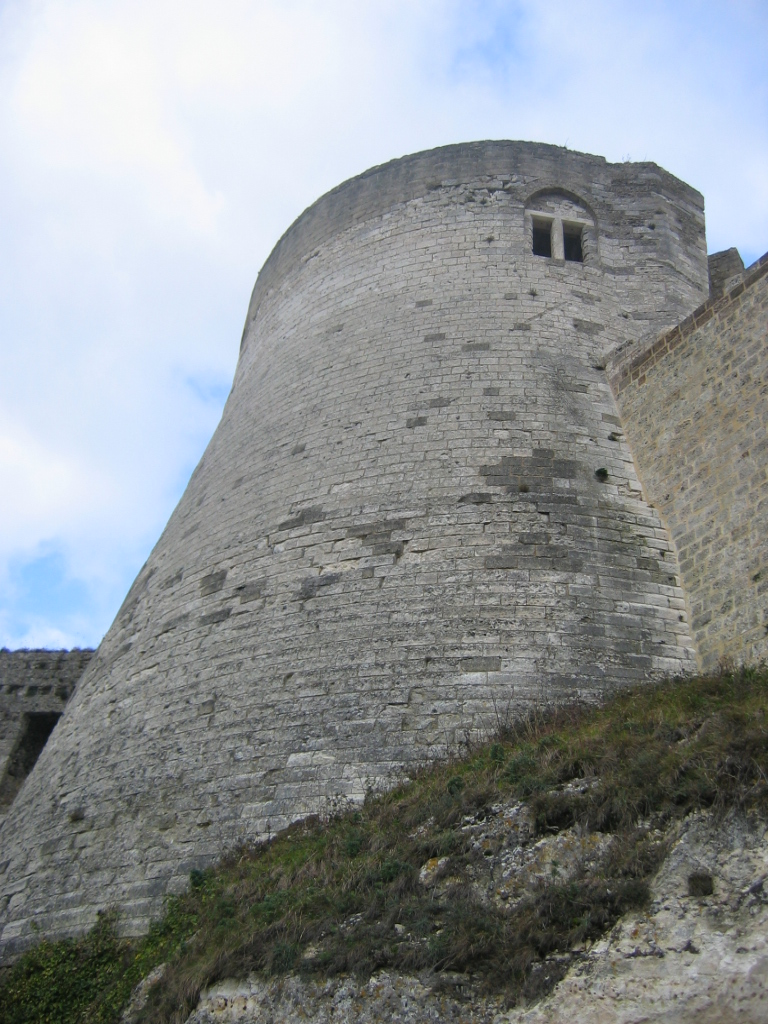
Fortaleza medieval de Château-Gaillard, na Normandia, local de aprisionamento e morte de Margarida da Borgonha.

As duas princesas tiveram os seus cabelos rapados, um humilhante desfiguramento e marca física do seu crime de adultério. Vestidas de preto, foram conduzidas em uma carruagem coberta de panos negros a Château-Gaillard, em Les Andelys, onde Branca ficou aprisionada durante sete anos, numa cave da fortaleza.
Com a morte de Filipe IV ainda no mesmo ano, e a subida do seu esposo Luís X ao trono da França, Margarida, ocupando um quarto aberto aos ventos no topo da torre, foi encontrada morta a 30 de abril de 1315. Segundo algumas versões terá sido estrangulada a ordens do seu marido, que pretendia voltar a casar-se e a produzir um herdeiro varão, mas as condições do seu encarceramento já eram propícias a uma morte prematura.
Uma outra história, que atualmente é vista como uma lenda ou apenas uma teoria não provada, apesar de haver registros escritos que a apoiem, conta que Margarida não morreu em Château-Gaillard mas teria sido escondida no castelo de Couches, na Borgonha. É de se levar em conta que a princesa fazia parte de uma família poderosa e que, para bem das relações da monarquia francesa, talvez fosse possível ter ocorrido um acordo. Deste modo teria morrido em 1333 e não em 1315.

## Representações na cultura
- Segundo uma lenda do século XV, provavelmente baseada em Margarida da Borgonha, uma rainha adúltera teria utilizado a Torre de Nesle como lugar de deboche, atirando os seus amantes do alto da torre ao nascer do dia. Um professor de filosofia, chamado Buridan e baseado no estudioso Jean Buridan, teria escapado ao seu destino funesto ao ser retirado do rio pelos seus alunos, ou ao se atirar para um barco carregando feno, trazido pelos seus alunos.
- Em 1832, Alexandre Dumas e Frédéric Gaillardet celebrizaram a lenda da torre de Nesle no seu drama histórico A Torre de Nesle (La Tour de Nesle em francês). Os cinco atos da peça de teatro representavam as orgias e as mortes de uma rainha de França do início do século XIV, provavelmente Margarida da Borgonha, e tinha como outros personagens Jean Buridan e os irmãos Aunay.
- Margarida da Borgonha é uma das personagens da série de livros de romance histórico Os Reis Malditos (Les Rois Maudits em francês) de Maurice Druon, publicada entre 1955 e 1977, e adaptada para a televisão por duas vezes na França, em 1972 e em 2005.
- Na série televisiva Knightfall, foi representada pela atriz Clementine Nicholson. Porém, diferente da história real, o seriado dá a entender que a princesa teve relações adúlteras com os irmãos Aunay sozinha enquanto sob efeito de entorpecentes, drogada por sua cunhada Isabel da França (esta teria um relacionamento voluntário com os irmãos), e na véspera do julgamento dos Cavaleiros Templários,em 1307.